# Marcos Alexandre
Marcos Alexandre Peixoto Moreira nasceu em 10 de outubro de 1981 na cidade de Fortaleza, Ceará, é um jornalista, radialista, apresentador de televisão, escritor, pastor evangélico e cantor brasileiro. É conhecido pela criação e apresentação do programa Imparcial, atualmente em sua nona temporada, transmitido por rádio, televisão aberta e plataformas digitais.

## Primeiros anos e formação
Nascido em Fortaleza, Ceará, Alexandre é filho único da professora Maria Peixoto. Seu pai biológico, o fazendeiro Assis Nunes, reconheceu oficialmente a paternidade apenas na adolescência de Alexandre, por meio de decisão judicial. Foi criado em um ambiente com forte influência cristã, tendo sua formação pautada no ensino religioso. 
Viveu a infância no interior do estado, nas cidades de Orós, Feiticeiro, Jaguaribe e Iguatu. Iniciou sua trajetória na comunicação aos 14 anos em programas de rádio vinculados à Igreja Assembleia de Deus. Também começou sua formação musical, aprendendo piano e canto. 
Após o falecimento de sua mãe, mudou-se em 1999 para a Cidade Ocidental (GO), no Entorno do Distrito Federal, onde atuou em informativos escolares e da igreja. Em 2002, transferiu-se para Taguatinga Sul (DF), onde estudou no Seminário de Missões da Igreja Casa da Bênção e participou da comunicação da instituição religiosa na Rádio Ondas da Bênção e auxiliando o apóstolo Doriel de Oliveira em seu programa diário Às Grandes Verdades Bíblicas. 

## Vida pessoal

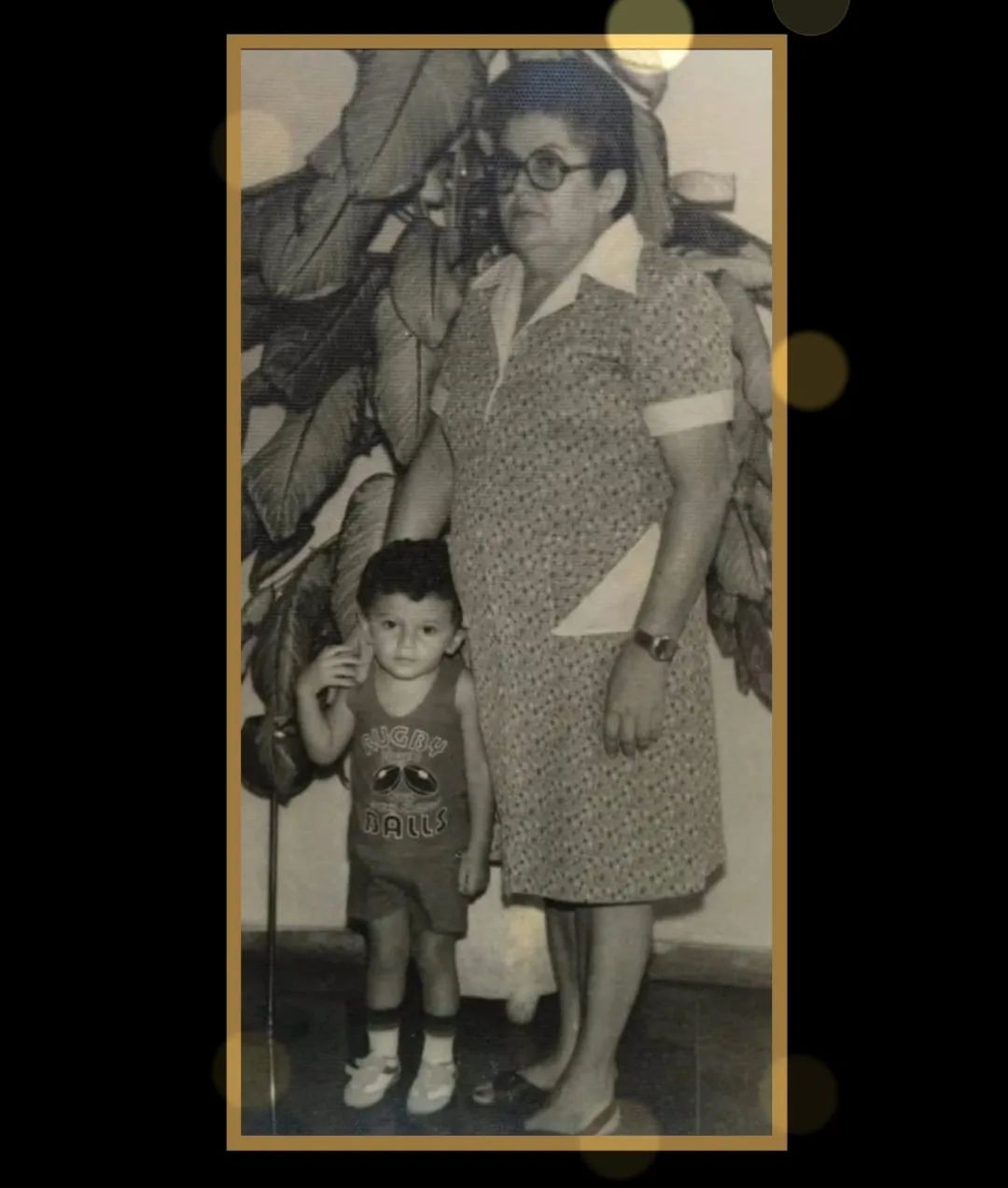
Alexandre e sua mãe Maria

Em 1997 sua mãe faleceu, Marcos Alexandre morava no distrito de Feiticeiro na cidade de Jaguaribe no estado do Ceará. Filho único, Alexandre se mudou para a cidade de Iguatu e logo após um ano mudou-se para o entorno do DF. Em 2002 foi resgatado pelo trabalho de missões da Igreja Casa da Bênção, onde foi restaurado. Em 2003 conheceu a Psicóloga e Pastora Geiza Taís, em 28 de Fevereiro 2004 casou-se na cidade de Brazlândia no Distrito Federal. O casal tem um filho, Miguel Alexandre.

## Vida Religiosa
Em Março de 1993, Marcos Alexandre inicia sua caminhada cristã na Igreja Assembleia de Deus no Distrito de Feiticeiro, onde iniciou às aulas de piano e canto. Em 2002 com a sua chegada na Catedral da Bênção, Marcos Alexandre se formou no seminário teológico de missões da Casa da Bênção. Após a sua formação, Marcos Alexandre foi direcionado pelo Apostolo Doriel de Oliveira para liderar a juventude da Igreja Casa da Bênção em Brasília, Distrito Federal e no Entorno. Como pastor de jovens, viajou grande parte do território brasileiro, ministrando e formando lideranças. 

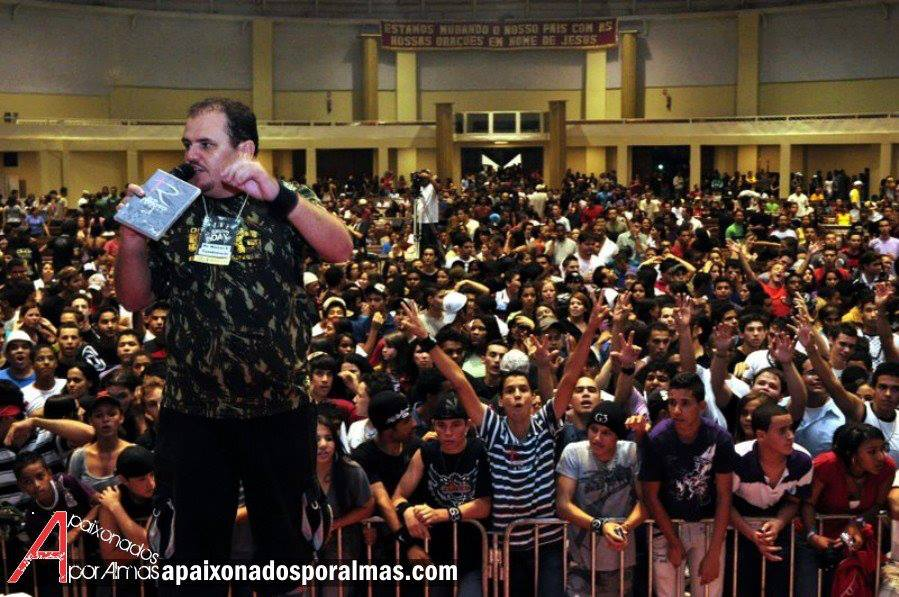
Evento jovem na Catedral da Bênção em 2009

Marcos Alexandre esteve a frente de grandes cruzadas evangelísticas jovem no Distrito Federal, chegando a reunir mais de 6 mil jovens na Catedral da Bênção. Em 2013, deixou o Ministério Casa da Bênção e ingressou no Ministério Ouvir e Crer, onde, em 2015, gravou em Brasília o DVD A Tua Graça Me Basta.
Em 2024, Marcos Alexandre retornou ao Ministério Casa da Bênção, passando a congregar novamente na Catedral da Bênção, onde permanece até hoje.

## Carreira Profissional e Jornalística
No inicio de sua carreira, Marcos Alexandre trabalhou como locutor de supermercados e lojas de varejos, como radialista em rádios do DF e entorno.
Em 2017, estabeleceu-se em Águas Lindas de Goiás, onde foi editor-chefe do Jornal Águas Lindas e criou o programa Imparcial, transmitido pela Rádio Cidade FM. O programa ganhou notoriedade regional, ampliando sua audiência com entrevistas de interesse público.

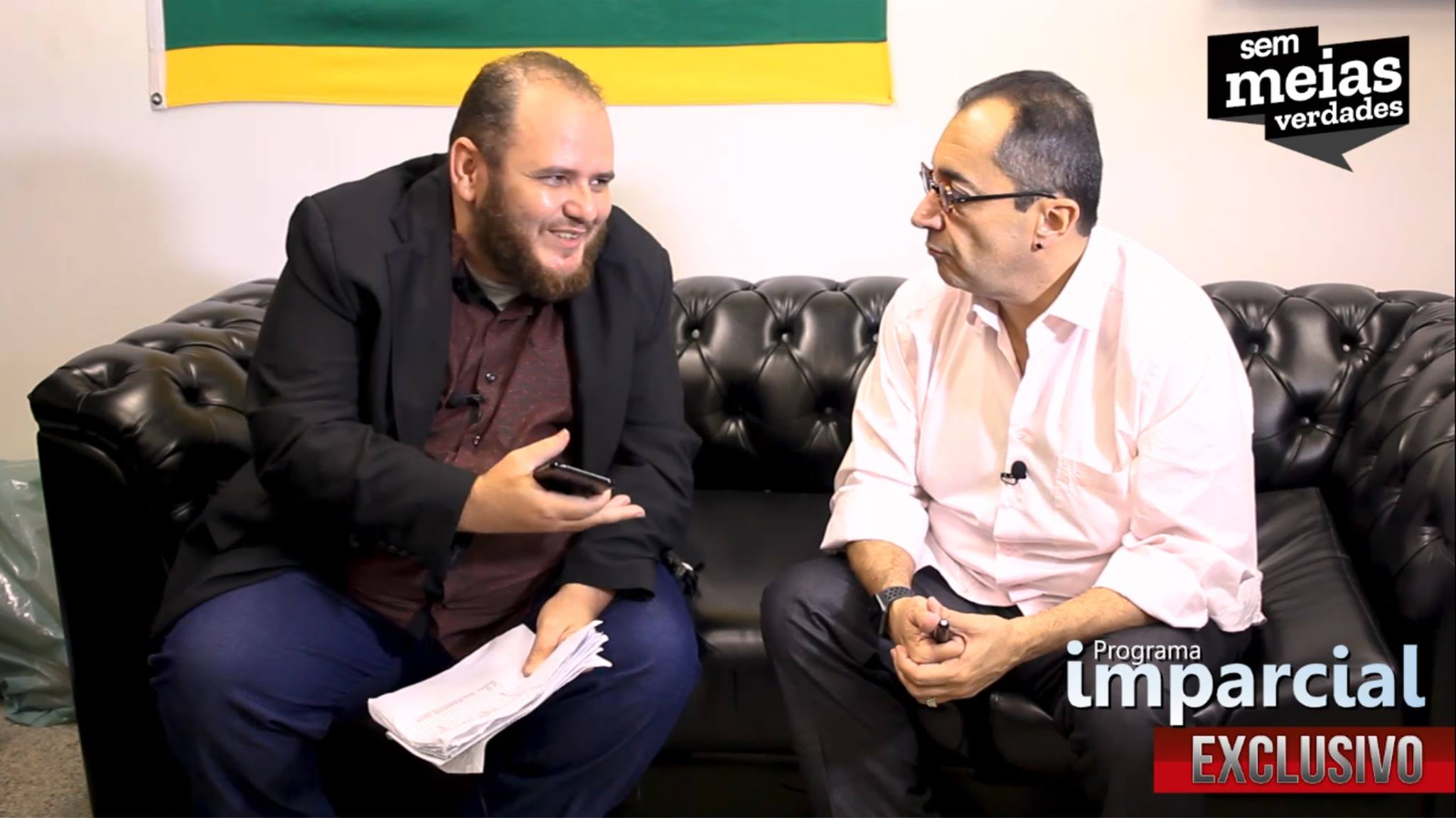
Marcos entrevistando o senadorJorge Kajuru em 2019

Em 2018, passou a ser colunista do Gazeta do Estado de Goiás e, em 2019, atuou na Rádio Brasil Central como correspondente no Entorno do DF.
Em 2021, assumiu a Secretaria de Comunicação de Águas Lindas de Goiás, cidade mais populosa do Entorno do DF. No cargo, coordenou ações de transparência e comunicação institucional que foram destaque a nível estadual.
Em 2022, o Imparcial passou a ser transmitido pela TV Brasília (afiliada da RedeTV) e pela Sucesso FM Brasília, alcançando projeção em múltiplos canais.
Em 2024 a frente do Programa Imparcial em sua 9º Temporada, Marcos Alexandre tem sido um dos líderes de audiência em Brasília, no DF e entorno.  
Formado em jornalismo e atualmente cursando direito, Marcos Alexandre é fundador e CEO do Grupo Marck de Comunicação, que reúne os veículos portalimparcial.com.br e a f5fm.com

## Carreira Política
Em 2021 foi convidado para ser Secretário de Comunicação do Município de Águas Lindas de Goiás, onde permaneceu até 2024.Durante a sua gestão, recebeu premio de melhores do ano no estado de Goiás, pelo trabalho exercido, frente a pasta, na qual se tornou referência em comunicação institucional no estado. 

## Reconhecimento

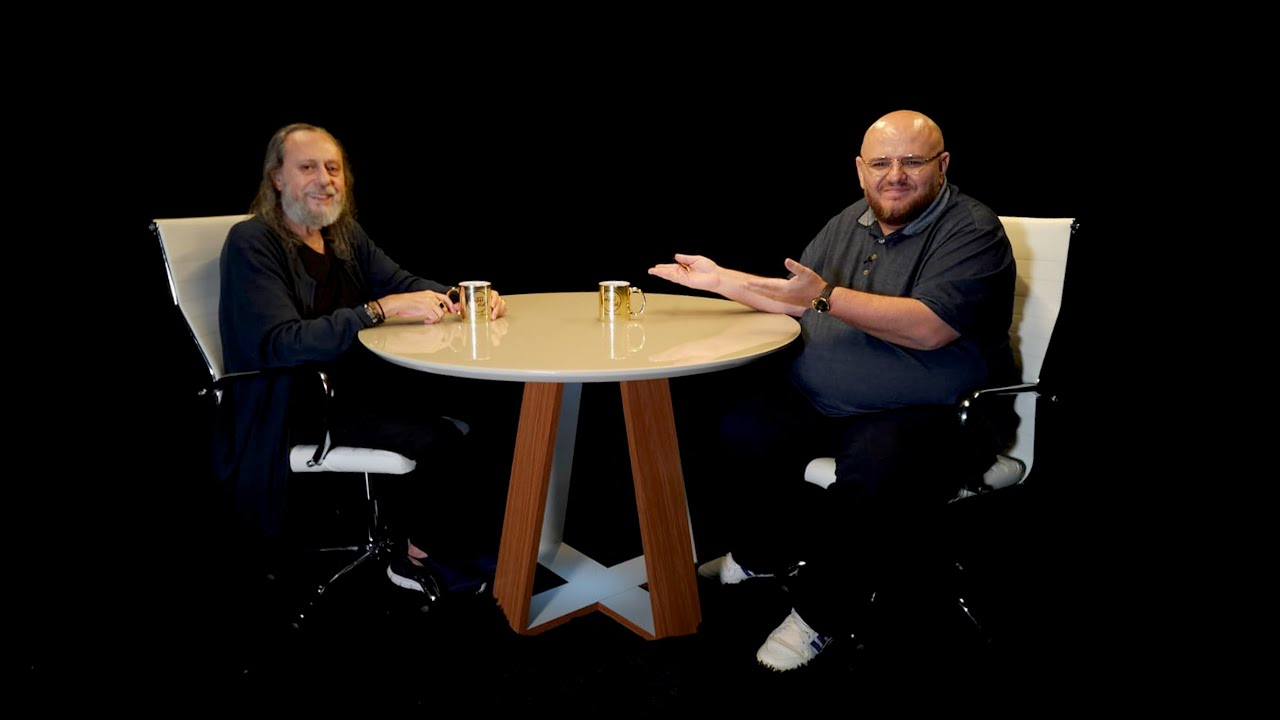
Marcos Alexandre entrevistando o reverendo Caio Fábio

Marcos Alexandre foi agraciado com o prêmio de Jornalista do Ano em Goiás (2020), com o prêmio Melhores do Ano (2021) por sua atuação como gestor público, e novamente como Jornalista do Ano em Brasília (2023). Em 2024, recebeu a Comenda Odarlino de Mello, a maior honraria municipal de Águas Lindas de Goiás.
No campo musical, gravou em 2015 o DVD A Tua Graça Me Basta, em parceria com o Ministério Ouvir e Crer.

## Entrevistas notáveis

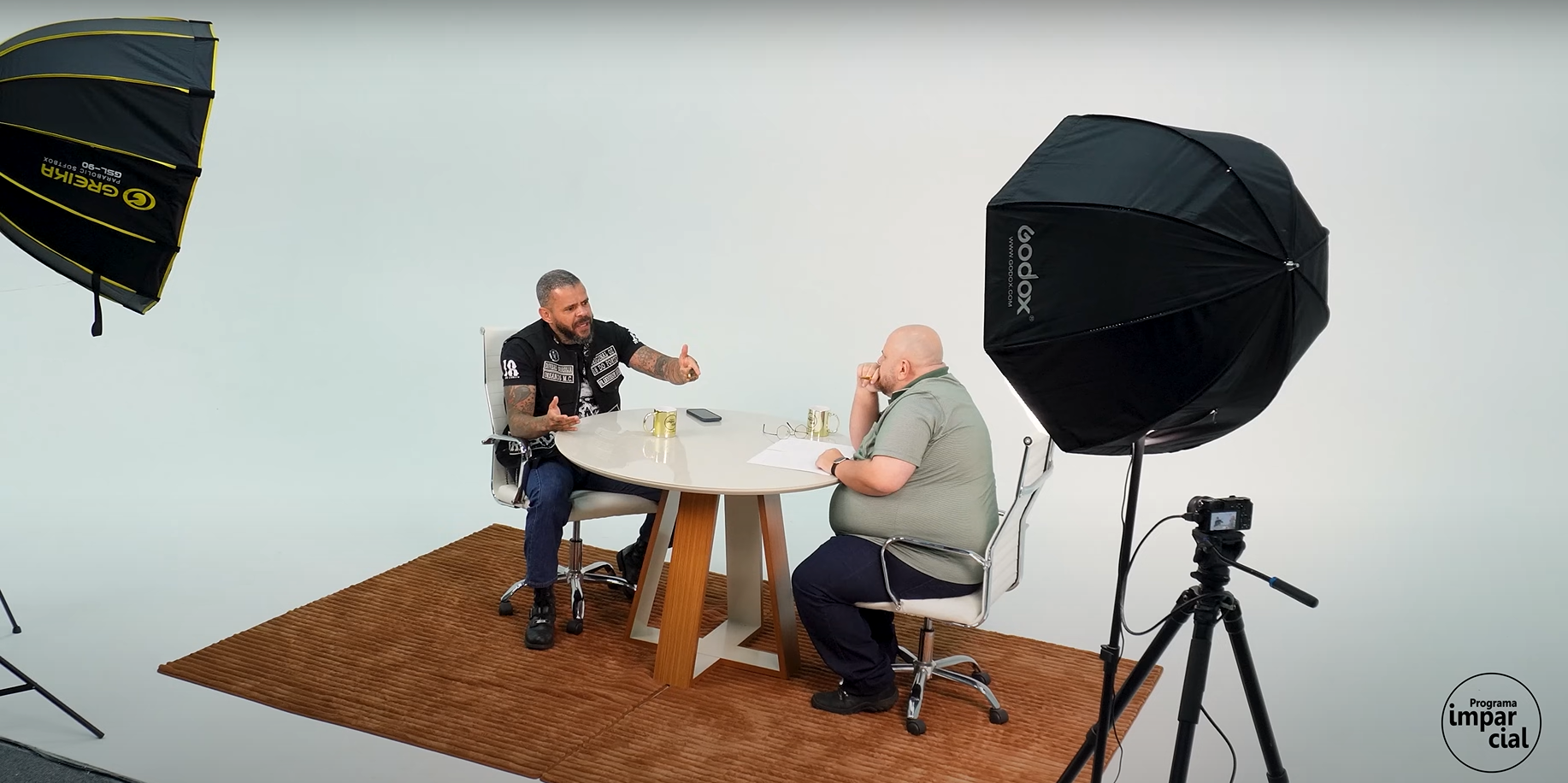
Marcos entrevistando o Pastor Anderson Silva

O jornalista realizou entrevistas com personalidades políticas, religiosas e culturais, incluindo o reverendo Caio Fábio, o pastor Anderson Silva, o governador Ronaldo Caiado, o governador Ibaneis Rocha, o senador Izalci Lucas, o senador Jorge Kajuru entre outros ministros, deputados e líderes religiosos.

## Prêmios e homenagens
- 2020: Jornalista do Ano – Goiás
- 2021: Prêmio Melhores do Ano – Águas Lindas de Goiás
- 2023: Jornalista do Ano – Brasília
- 2024: Comenda Odarlino de Mello